# Organització Revolucionària dels Treballadors
L'Organització Revolucionària dels Treballadors (ORT) (en castellà: Organización Revolucionaria de Trabajadores, ORT) fou un partit polític comunista espanyol. Fou fundat el 1969 a partir de la Acción Sindical de Trabajadores, que passà d'un obrerisme catòlic al comunisme maoista. El seu principal dirigent fou José Sanromá Aldea camarada Intxausti. El seu portaveu fou En Lucha; com a portaveus regionals tingué, entre d'altres, Crida dels Comunistes (Principat) i Ara! (País Valencià). Mantingué sempre una línia clarament crítica amb el bloc soviètic i des del 1977 impulsà el Sindicat Unitari i l'organització jovenil Unió de Joventuts Maoïstes (UJM).
A les eleccions generals espanyoles de 1977 es va presentar sota les sigles Agrupación Electoral de Trabajadores, ja que encara no era legalitzada.
A les eleccions municipals espanyoles de 1979 es presentà com a Candidatura de los Trabajadores, sense aconseguir que la seva dirigent Paquita Sahuquillo fos escollida regidora a l'ajuntament de Madrid. D'altra banda, a Catalunya, es presentà com a ORT a molts ajuntaments, i aconseguí 5 regidors en total: 3 a Malgrat de Mar (Maresme) (d'un total de 17) i 2 a Abrera (Baix Llobregat) (d'un total d'11). A Abrera, l'agrupació local del PSC, que no presentava candidatura, li va donar suport.
Poc després es fusionà amb el Partit del Treball d'Espanya (PTE), donant lloc al Partit dels Treballadors (PT).
A l'arxiu del CRAI Biblioteca del Pavelló de la República, dins la sèrie de Documents de Partits Polítics hi ha el Fons ORT amb documents interns diversos d'aquest partit.